# Fabricación farmacéutica
La fabricación de medicamentos es el proceso de síntesis a escala industrial de medicamentos farmacéuticos como parte de la industria farmacéutica. El proceso de fabricación de medicamentos se puede dividir en una serie de operaciones unitarias, como molienda, granulación, recubrimiento, prensado de tabletas y otros. 

## Consideraciones de ampliación

### Enfriamiento
Si bien un laboratorio puede usar hielo seco como agente de enfriamiento para la selectividad de la reacción, este proceso se complica a escala industrial. El costo de enfriar un reactor típico a esta temperatura es grande, y la viscosidad de los reactivos también suele aumentar a medida que baja la temperatura, lo que dificulta la mezcla. Esto da como resultado costos adicionales para agitar más fuerte y reemplazar piezas con mayor frecuencia, o da como resultado una reacción no homogénea. Finalmente, las temperaturas más bajas pueden ocasionar la formación de costras de reactivos, intermedios y subproductos en el recipiente de reacción con el tiempo, lo que afectará la pureza del producto. 

### Estequiometría
Diferentes proporciones estequiométricas de reactivos pueden dar como resultado diferentes proporciones de productos formados. En la escala industrial, agregar una gran cantidad de reactivo A al reactivo B puede llevar tiempo. Durante esto, el reactivo A que se agrega está expuesto a una cantidad estequiométrica mucho más alta de reactivo B hasta que se agrega todo, y este desequilibrio puede llevar a que el reactivo A reaccione prematuramente y a productos posteriores que también reaccionen con el gran exceso de reactivo B. 

### Extracciones solventes
Ya sea agregar solvente orgánico en solvente acuoso, o viceversa, se vuelve importante a escala industrial. Dependiendo de sus solventes, se pueden formar emulsiones, y el tiempo para que sus capas se separen puede extenderse si la mezcla entre solventes no es óptima. Cuando se agrega solvente orgánico a acuoso, la estequiometría debe considerarse nuevamente, ya que el exceso de agua podría hidrolizar compuestos orgánicos en condiciones de base ligeramente ácida. En un ámbito aún más amplio, la ubicación de su planta química puede desempeñar un papel en la temperatura ambiente de su recipiente de reacción. Una diferencia de incluso un par de grados puede producir niveles muy diferentes de extracciones entre plantas ubicadas en diferentes países. 

## Operaciones de la unidad

### Alimentación de polvos en fabricación continua
En la fabricación continua, las materias primas y la energía de entrada se introducen en el sistema a una velocidad constante y, al mismo tiempo, se logra una extracción constante de los productos de salida. El rendimiento del proceso depende en gran medida de la estabilidad del flujo de material. Para procesos continuos basados en polvo, es fundamental alimentar polvos de manera consistente y precisa en las operaciones unitarias posteriores de la línea de proceso, ya que la alimentación suele ser la primera operación unitaria. Los alimentadores han sido diseñados para lograr confiabilidad de rendimiento, precisión de velocidad de alimentación y mínimas perturbaciones. La entrega precisa y consistente de materiales por alimentadores bien diseñados garantiza la estabilidad general del proceso. Los alimentadores de pérdida de peso (LIW, del inglés loss-in-weight) se seleccionan para la fabricación farmacéutica. Los alimentadores de pérdida de peso (LIW) controlan la dispensación de material por peso a una velocidad precisa, y a menudo se seleccionan para minimizar la variabilidad del caudal causada por el cambio del nivel de llenado y la densidad aparente del material. Es importante destacar que el rendimiento de alimentación depende en gran medida de las propiedades de flujo de polvo.

### Mezcla de polvo
En la industria farmacéutica, se puede mezclar una amplia gama de excipientes junto con el ingrediente farmacéutico activo para crear la mezcla final utilizada para fabricar la forma de dosificación sólida. La gama de materiales que pueden mezclarse (excipientes, API) presenta una serie de variables que deben abordarse para lograr los atributos de calidad del producto objetivo. Estas variables pueden incluir la distribución del tamaño de partícula (incluidos agregados o grumos de material), forma de partícula (esferas, varillas, cubos, placas e irregular), presencia de humedad (u otros compuestos volátiles), propiedades de la superficie de la partícula (rugosidad, cohesión) y propiedades de flujo de polvo.    

### Molienda
Durante el proceso de fabricación del medicamento, a menudo se requiere la molienda para reducir el tamaño promedio de partícula en un polvo de medicamento. Existen varias razones para esto, que incluyen el aumento de la homogeneidad y la uniformidad de la dosis, el aumento de la biodisponibilidad y el aumento de la solubilidad del compuesto farmacológico. En algunos casos, se realiza una mezcla repetida de polvo seguida de molienda para mejorar la capacidad de fabricación de las mezclas. 

### Granulación
En general, hay dos tipos de granulación: granulación húmeda y granulación seca. La granulación puede considerarse como lo opuesto a la molienda; es el proceso por el cual las partículas pequeñas se unen para formar partículas más grandes, llamadas gránulos. La granulación se usa por varias razones. La granulación evita la "mezcla" de componentes en la mezcla, al crear un gránulo que contiene todos los componentes en las proporciones requeridas, mejora las características de flujo de los polvos (porque las partículas pequeñas no fluyen bien) y mejora las propiedades de compactación para la formación de tabletas.

### Extrusión de fusión en caliente
La extrusión de fusión en caliente se utiliza en el procesamiento farmacéutico de dosis orales sólidas para permitir el suministro de fármacos con baja solubilidad y biodisponibilidad. Se ha demostrado que la extrusión de fusión en caliente dispersa molecularmente fármacos poco solubles en un vehículo polimérico aumentando las tasas de disolución y la biodisponibilidad. El proceso implica la aplicación de calor, presión y agitación para mezclar materiales y 'extruirlos' a través de un troquel. Las extrusoras de alto cizallamiento de doble tornillo mezclan materiales y simultáneamente rompen partículas. Las partículas resultantes se pueden mezclar y comprimir en tabletas o rellenar en cápsulas.